# 中国2010年上海世界博览会哥伦比亚馆
中国2010年上海世界博览会斯哥伦比亚馆是2010年上海世博会上代表哥伦比亚的展馆，位于世博园区C片区。哥伦比亚馆的主题为“激情哥伦比亚，活力都市”。
哥伦比亚馆的外墙上遍布了许多带有热带风情的蝴蝶图样。展馆内则分为许多展区，以展示太平洋地区、加勒比地区、安第斯地区、奥里诺科河地区、亚马孙地区等地的风情。另外，展馆中还有出售哥伦比亚特产——蓝山咖啡。